# Sicambres
 (février 2013).
Améliorez-le ou discutez des points à vérifier. 
 (février 2013).
Si vous disposez d'ouvrages ou d'articles de référence ou si vous connaissez des sites web de qualité traitant du thème abordé ici, merci de compléter l'article en donnant les références utiles à sa vérifiabilité et en les liant à la section « Notes et références ».
Les Sicambres ou Sugambres (var. Sicambri, Sicambers, Sigambrer, Sugumbrer, Sugambri ou Sicambriens) constituaient, selon Jules César, un peuple germanique établi, au Ier siècle av. J.-C., sur la rive droite du Rhin, entre les rivières Ruhr et Sieg, cette dernière rappelant leur nom. Séparés par le Rhin, ils étaient voisins des Aduatuques avant la conquête romaine. Leur nom pourrait provenir des Cimbres ou des Ambrons, d'où l'origine des noms peut-être celtisés de leurs chefs tels Deudorix et Baetorix.

## Descriptif
Ils sont à l'origine des Francs saliens qui progressivement ont migré depuis la Sicambrie sur la rive droite du Rhin, vers la Gaule où, sous le commandement de leur roi Clodion le Chevelu au Ve siècle, ils ont battu les Romains et conquis Cambrai et le Cambraisis. Leurs rois sont à l'origine de la dynastie des Mérovingiens.
En 19/18 av. J.-C., les Ubiens (alliés des Romains) sont transférés du côté de l'Empire en réponse au harcèlement des Sicambres. Ces derniers occupent les territoires délaissés par les Ubiens. César, lors de la guerre des Gaules, ravage leurs terres lors de sa première traversée du Rhin car ils ont recueilli ses ennemis, mais ne peut combattre leur armée. Le peuple germanique, deux ans plus tard, traverse le Rhin lors de l'extermination des Éburons et surprend le camp de Quintus Cicero, qui s'en sort à grande perte. L'arrivée de César fait se replier les Sicambres sur leurs terres outre-Rhin.
En 8 ap. J.-C., Tibère déporte une grande partie des Sicambres, vaincus, en Gaule, sur la rive gauloise du Rhin. Suétone affirme qu'ils s'étaient donnés aux Romains, en tant que dediticii, ce qui leur avait permis d'obtenir des terres. L'historien romain parle de 40 000 Sicambres déportés, chiffre invérifiable. En 26 ap. J.-C. certains Sicambres auxiliaires alliés de Rome sont impliqués dans la répression d'un soulèvement des Thraces.
« Dépose tes colliers, fier Sicambre ! » (Depone colla, Sicamber !), aussi souvent traduit « Courbe la tête, fier Sicambre, abaisse humblement ton cou » est, selon l'Histoire des Francs, de Grégoire de Tours, la phrase prononcée par Remi, alors évêque de Reims, lors du baptême de Clovis en 496 dans cette même ville. Le terme de « Sicambre » désignait alors les Francs, puisque les premiers avaient rejoint la Germanie inférieure (Toxandrie) et s'étaient peu à peu confondus avec des tribus belges (dont les Atuatuques) pour former les Tongres. Ils deviennent plus tard les Francs saliens en compagnie d'autres peuples germaniques ayant envahi le territoire au cours des IIIe et IVe siècles.